# Cneu Pinário Cornélio Severo
Cneu Pinário Cornélio Severo (em latim: Gnaeus Pinarius Cornelius Severus) foi um senador romano nomeado cônsul sufecto para o nundínio de abril a junho de 112 com Lúcio Múmio Níger Quinto Valério Vegeto. Da antiga gente patrícia Pinária, Severo provavelmente era neto de Cneu Pinário Cornélio Clemente, que foi cônsul sufecto no começo da década de 70.

## Carreira
Sabe-se que Severo foi membro do colégio dos sálios colinos, restrito aos patrícios. Promovido por Trajano, foi eleito questor e pretor antes de seu consulado em 112. Além disto, também foi membro do colégio dos áugures e rei das coisas sagradas, outro cargo restrito a patrícios.